# Heike Krebber

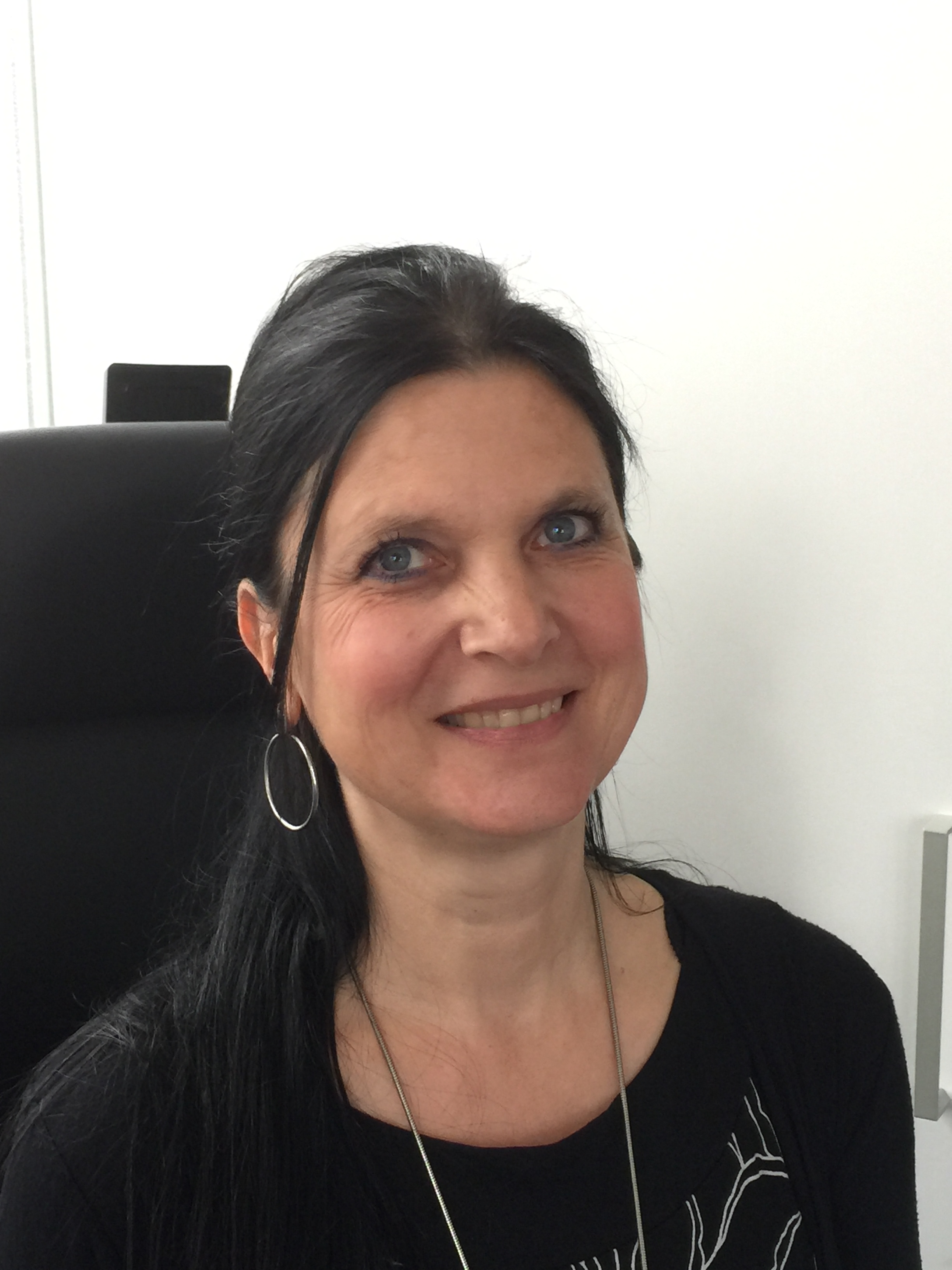
Heike Krebber (2019)

Heike Krebber (* 21. August 1966 in Köln) ist eine deutsche Molekular- und Zellbiologin und Professorin für Molekulare Genetik an der Georg-August-Universität Göttingen und am Zentrum für Molekulare Biowissenschaften (GZMB). Ihre Forschung befasst sich mit der Genexpression, der mRNA-Qualitätskontrolle und deren Translation sowie mit der Funktion von nichtcodierenden Ribonukleinsäuren.

## Werdegang
Heike Krebber studierte von 1986 bis 1993 Biologie an der Universität Osnabrück. Sie wurde mit einer Arbeit  zum Thema „Transport zwischen Zellkern und Zytoplasma“ am Deutschen Krebsforschungszentrum in Heidelberg promoviert. Von 1996 bis 2000 war sie Postdoctoral Fellow an der Harvard Medical School in Boston, USA, im Labor von Pamela A. Silver am Dana-Farber Cancer Institute. Ab 2000 leitete sie eine wissenschaftliche Nachwuchsgruppe am Institut für Molekularbiologie und Tumorforschung (IMT) der Philipps-Universität Marburg, wo sie sich 2005 im Fach Molekularbiologie habilitierte. Seit 2010 ist Heike Krebber ordentliche Professorin für Molekulare Genetik in Göttingen.

## Wissenschaftliche Arbeit
Krebber und ihre Arbeitsgruppe beschäftigen sich mit der Genexpression. In Zellen wird die vom Genom abgeschriebenen mRNA zunächst im Zellkern prozessiert, bevor sie in das Zytoplasma transportiert und am Ribosom in Proteine übersetzt wird. Dabei kann es zu Fehlern kommen, die im Organismus z. B. neurodegenerative Erkrankungen und Krebs auslösen können. Dem entgegen wirken zelluläre Mechanismen der mRNA-Qualitätskontrolle, deren Untersuchung im Mittelpunkt der Forschung der Arbeitsgruppe steht. Ein weiterer Schwerpunkt ist die Untersuchung der Rolle von nichtcodierenden Ribonucleinsäuren in der Zelle.

## Auszeichnungen
- 2006: Auszeichnung durch den Fonds der Chemischen Industrie
- 2008: Heisenberg Fellow der Deutschen Forschungsgemeinschaft (DFG)
- 2009: Heinz-Maier-Leibnitz-Preis der DFG[12]

## Publikationen (Auswahl)
- Gross, T., Siepmann, A., Sturm, D., Windgassen, M., Scarelli, J., Cole C.N., Seedorf, M. und Krebber, H.: The DEAD-box RNA-helicase Dbp5 functions in translation termination. In: Science. Band 315, Nr. 5812, 2007, S. 646–649.
- Khoshnevis, S., Gross, T., Rotte, C., Baierlein, C., Ficner, R. und Krebber, H.: The iron-sulfur protein Rli1 functions in translation termination. In: EMBO Rep. Band 11, 2010, S. 214–219.
- Hackmann, A., Gross, T., Baierlein, C. und Krebber, H.: The mRNA export factor Npl3 mediates the nuclear export of large ribosomal subunits. In: EMBO Rep. Band 12, Nr. 10, 2011, S. 1024–1031.
- Hackmann A., Wu H., Schneider UM., Meyer K., Jung K. und Krebber H.: Quality control of spliced mRNAs requires the shuttling SR proteins Gbp2 and Hrb1. In: Nature Communications. Nr. 5, 2014, S. 3123.
- Wu, H., Becker, D. und Krebber H.: Telomerase RNA TLC1 shuttling to the cytoplasm requires mRNA export factors and is important for telomere maintenance. In: Cell Rep. Band 8, 2014, S. 1–9.
- Zander, G., Hackmann, A., Bender, L., Becker, D., Lingner, T., Salinas, G. und Krebber, H.: mRNA quality control is bypassed for an immediate export of stress responsive transcripts. In: Nature. Nr. 540, 2016, S. 593–596, doi:10.1038/nature20572.
- Beissel, C., Neumann, B., Uhse, S., Hampe, I., Karki, P. und Krebber: Translation termination depends on the sequential ribosomal entry of eRF1 and eRF3. In: Nucleic Acids Research. Band 47, Nr. 9, 2019, S. 4798–4813, doi:10.1093/nar/gkz177.
- Becker, D., Hirsch, A.G., Bender, L., Lingner, T., Salinas, G. und Krebber H.: Nuclear pre-snRNA export is an essential quality assurance mechanism for functional spliceosomes. In: Cell Reports. Band 27, 2019, S. 3199–3214, doi:10.1016/j.celrep.2019.05.031.
- Grosse, S., Lu, Y-Y., Coban, I., Neumann, B. und Krebber, H.: Nuclear SR-protein mediated mRNA quality control is continued in the cytoplasmic nonsense-mediated decay=. In: RNA-Biology. Band 7, Januar, 2020, S. 1–18, doi:10.1080/15476286.2020.1851506.